# Гилич, Милош
Милош «Мичо» Гилич (сербохорв. Милош Гилић / Miloš Gilić; 1918, Вилац, около Подгорицы — 29 апреля 1944 года, Велмей, около Охрида) — югославский черногорский партизан народно-освободительной войны Югославии, Народный герой Югославии.

## Биография
Родился в 1918 году в селе Вилац около Подгорицы. Из рода Братоножичи, из бедной крестьянской семьи. С родителями из села переехал в Витомирицу, около города Печ. Окончил начальную школу в Витомирице и гимназию в Пече. Как ученик гимназии, начал сотрудничество с молодёжным революционным движением и налаживал связи между школьной и сельской молодёжью. После переезда в Белград, где он поступил на Технический факультет и стал членом студенческого революционного движения. Член коммунистической партии Югославии с 1937 года. Один из организаторов и участников демонстраций студентов Белградского университета, а также забастовок белградских рабочих. Занимался распространением пропагандистских коммунистических листовок и революционных брошюр среди молодёжи.
Гилич участвовал в демонстрациях в Пече 1940 года. За свою политическую активность он стал объектом слежения со стороны полиции, неоднократно арестовывался. Избран членом Печского городского комитета КПЮ в 1941 году перед началом войны. После  оккупации страны ушёл в подполье, занимался организацией первых вооружённых отрядов и диверсионных групп, а также оказанием помощи интернированным лицам и их семьям. В 1942 году избран секретарём Печского районного комитета КПЮ, отвечал за организацию партийных отделений в Пече, Косово и Метохии. В июне 1942 года арестован и брошен в тюрьму города Печ, где подвергался пыткам. Переведён с группой арестованных в концлагерь в Тиране, а затем в 1943 году в Призренскую тюрьму. Несмотря на ужасные условия содержания, продолжал свою подпольную деятельность и 25 марта с группой заключённых-сторонников партизанского движения прорыл подкоп и сбежал из тюрьмы. Продолжил антифашистскую деятельность и был избран членом Косовско-Метохийского областного комитета КПЮ.
Как опытный партийный руководитель и организатор вооружённой борьбы, Гилич был направлен в Македонию, где участвовал в сражениях в Малесии, в районе Дебарца, в Западной Македонии. Назначен политруком Группы косовско-метохийских батальонов (часть 1-й македонско-косовской бригады). Помимо участия в вооружённых столкновениях, где он проявлял выдающиеся бойцовские качества, Милош занимался пропагандой и агитацией, разъясняя населению Македонии, Косово и Метохии цели народно-освободительной войны и политику братства и единства: сербам, черногорцам, албанцам, туркам и македонцам.
29 апреля 1944 года в боях против болгарских частей из Охрида и Ресена Милош Гилич был убит недалек от Велмея. Указом Президента СФРЮ Иосипа Броза Тито от 27 ноября 1953 года Милошу Гиличу посмертно присвоено звание Народного героя Югославии.